# Оммерсханс
Оммерсханс (нід. Ommerschans) — селище в нідерландській провінції Оверейсел. Входить до муніципалітету Оммен.
Його площа становить 4,22 км², а населення станом на 2021 рік складало 130 осіб.

## Галерея

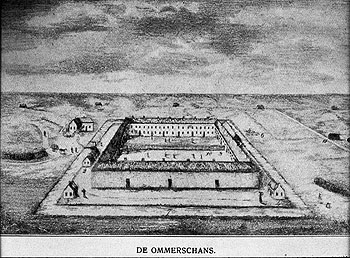
Оммерсханс як робітничий табір (1820-ті)